# Acer purpurascens
Acer purpurascens é uma espécie de árvore do gênero Acer, pertencente à família Aceraceae.